# Domniusz
Domniusz – imię męskie pochodzenia łacińskiego, łac. Domnius. Istnieje kilku świętych katolickich o tym imieniu.
Domniusz imieniny obchodzi 28 grudnia.